# سيلفستر غراي
سيلفستر غراي (بالإنجليزية: Sylvester Gray)‏ مواليد 8 يوليو 1967 في ميلينجتون، هو لاعب كرة سلة أمريكي معتزل. بدأ مسيرته الاحترافية في سنة 1988. تم اختياره من قبل فريق ميامي هيت خلال الدرافت. يبلغ طوله 6 قدم 6 بوصة (2.0 م). اعتزل اللعب في 2007.

## روابط خارجية
- سيلفستر غراي على موقع إن بي أي (الإنجليزية)
- سيلفستر غراي على موقع سبورتس رفرنس (الإنجليزية)
- سيلفستر غراي على موقع كرة السلة الأوروبية.كوم (الإنجليزية)
- سيلفستر غراي على موقع كلية كرة السلة في سبورتس رفرنس.كوم (الإنجليزية)
- سيلفستر غراي على موقع ريلجم (الإنجليزية)
- سيلفستر غراي على موقع بروبوليرز (الإنجليزية)
- سيلفستر غراي على موقع سبورتس رفرنس (الإنجليزية)